# Basilisa
Basilisa é um município de  quarta classe de renda municipal (d) na província Ilhas de Dinagat, nas Filipinas. De acordo com o censo de 1 de maio  de  2020 possui uma população de 36 911 pessoas e 7 060 domicílios.